# Hannah England
Hannah Jane England (Oxford, 6 marzo 1987) è una mezzofondista britannica.

## Palmarès
| Anno | Manifestazione          | Sede       | Evento       | Risultato  | Prestazione | Note                                     |
| ---- | ----------------------- | ---------- | ------------ | ---------- | ----------- | ---------------------------------------- |
| 2006 | Mondiali juniores       | Pechino    | 1500 m piani | Batteria   | 4'23"49     |                                          |
| 2009 | Europei indoor          | Torino     | 1500 m piani | Batteria   | 4'14"75     |                                          |
| 2010 | Europei                 | Barcellona | 1500 m piani | 8ª         | 4'05"07     |                                          |
| 2010 | Giochi del Commonwealth | Delhi      | 800 m piani  | 5ª         | 2'00"47     | Miglior prestazione personale stagionale |
| 2010 | Giochi del Commonwealth | Delhi      | 1500 m piani | 4ª         | 4'06"83     |                                          |
| 2011 | Europei indoor          | Parigi     | 1500 m piani | Batteria   | 4'13"54     |                                          |
| 2011 | Mondiali                | Taegu      | 1500 m piani | Argento    | 4'05"68     |                                          |
| 2012 | Giochi olimpici         | Londra     | 1500 m piani | Semifinale | 4'06"35     |                                          |
| 2013 | Mondiali                | Mosca      | 1500 m piani | 4ª         | 4'04"98     |                                          |
| 2014 | Giochi del Commonwealth | Glasgow    | 1500 m piani | 7ª         | 4'11"10     |                                          |
| 2014 | Europei                 | Zurigo     | 1500 m piani | 6ª         | 4'07"80     |                                          |